# Junta Qualificadora de Coneixements de Valencià
La Junta Qualificadora de Coneixements del Valencià és un organisme de la Conselleria d'Educació de la Generalitat Valenciana que serveix per a normalitzar l'ús del valencià, mitjançant la convocatòria d'exàmens de diversos nivells dues vegades a l'any.
Primàriament es creà per a fer possible obtenir una acreditació oficial de coneixements de valencià per a la gent que no el va poder estudiar a l'escola, encara que també es crearen acreditacions de nivells més avançats que el bàsic que hom rep en acabar l'escola.

## Tipus de certificats

### Certificats de coneixements generals
- Certificat de Coneixements Orals de Valencià.
- Grau Elemental de Coneixements de Valencià (s'obtén automàticament en acabar l'Educació Secundària Obligatòria, sempre que s'haja cursat i aprovat l'assignatura de valencià: llengua i literatura).
- Certificat de Grau Mitjà de Coneixements de Valencià.
- Certificat de Grau Superior de Coneixements de Valencià.

### Certificats de capacitació tècnica
- Llenguatge Administratiu.
- Correcció de Textos.
- Llenguatge als Mitjans de Comunicació.